# Ukondamoyo
Ukondamoyo è una circoscrizione rurale (rural ward) della Tanzania situata nel distretto di Urambo, regione di Tabora. Conta una popolazione di 13 462 abitanti (censimento 2012).